# Chamrousse
Chamrousse è un comune francese di 464 abitanti situato nel dipartimento dell'Isère della regione dell'Alvernia-Rodano-Alpi.
La località è una stazione sciistica e ha ospitato le gare di sci alpino ai X Giochi olimpici invernali di Grenoble 1968; è stata anche sede dell'arrivo della 13ª tappa del Tour de France 2014, vinta dall'italiano Vincenzo Nibali.

## Società

### Evoluzione demografica
Abitanti censiti